# Pacto de silencio
Pacto de silencio ist eine mexikanische Mysteryserie, die von der Produktionsfirma Mar Abierto Productions im Auftrag von Netflix umgesetzt wurde. Die Serie wurde am 11. Oktober 2023 weltweit auf Netflix veröffentlicht.

## Handlung
Getrieben von Rache und auf der Suche nach der Wahrheit über ihre eigene Herkunft stürzt sich Brenda Rey, eine erfolgreiche junge Influencerin, kopfüber in ein gefahrvolles Vorhaben. Ihr Plan ist es, ihre Mutter zu finden, die sie kurz nach ihrer Geburt verlassen hat, und Vergeltung an denen zu üben, die für ihr Leid verantwortlich sind, welches sie als Kind ertragen musste. Auf der Suche nach Antworten sucht sie Ramona Castro auf, die mit vier Frauen und zugleich besten Freundinnen in Verbindung steht, die Brenda als Baby ausgesetzt haben, und von denen Brenda vermutet, dass eine von ihnen ihre leibliche Mutter ist. Um ihre Interessen weiter voranzutreiben und die Wahrheit ans Licht zu bringen, beschließt Brenda, heimlich die Leben der vier Frauen Fernanda Alarcón, Martina Robles, Sofía Estrada und Irene Bustamante zu infiltrieren und zu beeinflussen. Während Brenda ihren Zielen näher kommt und sich auf ein gefährliches Spiel mit der Liebe einlässt, stößt sie auf schockierende Wahrheiten, die fortan ihr eigenes Leben bedrohen, da die Beteiligten alles daran setzen, die Geheimnisse der Vergangenheit begraben zu halten.

## Besetzung und Synchronisation
Die deutschsprachige Synchronisation entstand nach den Dialogbüchern von Dana Linkiewicz, Tina Bartel, Nicolai Tegeler und Thomas Maria Lehmann sowie unter der Dialogregie von Dana Linkiewicz, Ralph Brauchle, Maximilian Pedace und Rainer Raschewski durch die Synchronfirma RRP Media in Berlin.
| Rolle                   | Schauspieler         | Synchronsprecher      |
| ----------------------- | -------------------- | --------------------- |
| Brenda Rey              | Camila Valero        | Laura Oettel          |
| Brenda Rey (jung)       | Tania Nicole         | Isabella-Lara Ociepka |
| Fernanda Alarcón        | Adriana Louvier      | Nora Kunzendorf       |
| Fernanda Alarcón (jung) | Michelle Olvera      | Josephine Martz       |
| Martina Robles          | Marimar Vega         | Anja Nestler          |
| Martina Robles (jung)   | Valentina Dreser     | Selina Böttcher       |
| Sofía Estrada           | Litzy                | Anna Amalie Blomeyer  |
| Sofía Estrada (jung)    | Isabella Sierra      | Celina Gaschina       |
| Irene Bustamante        | Kika Edgar           | Anna Dramski          |
| Irene Bustamante (jung) | Natalia Coronado     | Derya Flechtner       |
| Ramona Castro           | Chantal Andere       | Katja Schmitz         |
| Alex Peralta            | Martín Barba         | Marc Bluhm            |
| Omar Santana            | Rodolfo Salas        | Tino Mewes            |
| Adriano Carbajal        | José Manuel Rincón   | Amadeus Strobl        |
| Ricardo Carbajal        | Antonio de la Vega   | Martin Schubach       |
| Rodrigo Durán           | Erick Chapa          | Martin Sabel          |
| Rodrigo Durán (jung)    | Jaime Maqueo         | Nando Schmitz         |
| Tomás Durán             | Juan Pablo Fuentes   | Jonas Frenz           |
| Samantha Durán          | Farah Justiniani     | Emilia Raschewski     |
| Enrique Hernández       | Rubén Zamora         | Samuel Zekarias       |
| Manuel Torres           | Jorge Luis Moreno    | Vlad Chiriac          |
| César Herrera           | Ricardo Abarca       | Dirk Talaga           |
| Itzel Chaparro          | Alejandra Zaid       | Meryem Basar          |
| Carmen                  | Maru Bravo           | Susann Wagner         |
| Camila                  | Mailen Aboitiz       | Alma Hintsche         |
| Jorge                   | Marco Tostado        | Tilmar Kuhn           |
| Gustavo                 | Daniel Medina        | Dirk Stollberg        |
| Javier                  | Alberto Lomnitz      | Andreas Müller        |
| Jacinto                 | Francisco Peralta    | Stephan Ernst         |
| Rafaela                 | Sonia Couoh          | Linda Stelzner        |
| Lourdes                 | Angélica Rogel       | Julia Glasewald       |
| Ximena                  | Mónica Tafolla Fraga | Stefanie Masnik       |
| La Chale                | Ana Abarca           | Angelina Geisler      |

## Episodenliste
| Nr.                                                                          | Deutscher Titel      | Originaltitel     | Regie                                       | Drehbuch                                                                      |
| ---------------------------------------------------------------------------- | -------------------- | ----------------- | ------------------------------------------- | ----------------------------------------------------------------------------- |
| 1                                                                            | Alle oder keine      | Todas o ninguna   | Carlos Villegas Rosales & Mauricio Corredor | José Vicente Spataro, Gennys Pérez, Miguel Ferrari & Yutzil Martínez Sifontes |
| 2                                                                            | Die Kirmes           | La feria          | Carlos Villegas Rosales & Mauricio Corredor | José Vicente Spataro, Gennys Pérez, Miguel Ferrari & Yutzil Martínez Sifontes |
| 3                                                                            | Der Hasser           | El hater          | Carlos Villegas Rosales & Mauricio Corredor | José Vicente Spataro, Gennys Pérez, Miguel Ferrari & Yutzil Martínez Sifontes |
| 4                                                                            | Verrat               | Traiciones        | Carlos Villegas Rosales & Mauricio Corredor | José Vicente Spataro, Gennys Pérez, Miguel Ferrari & Yutzil Martínez Sifontes |
| 5                                                                            | Gestalkt             | Acosada           | Carlos Villegas Rosales & Mauricio Corredor | José Vicente Spataro, Gennys Pérez, Miguel Ferrari & Yutzil Martínez Sifontes |
| 6                                                                            | First Lady           | Primera Dama      | Carlos Villegas Rosales & Mauricio Corredor | José Vicente Spataro, Gennys Pérez, Miguel Ferrari & Yutzil Martínez Sifontes |
| 7                                                                            | Tödlicher Hass       | Odio mortal       | Carlos Villegas Rosales & Mauricio Corredor | José Vicente Spataro, Gennys Pérez, Miguel Ferrari & Yutzil Martínez Sifontes |
| 8                                                                            | Der Bruder           | El hermano        | Carlos Villegas Rosales & Mauricio Corredor | José Vicente Spataro, Gennys Pérez, Miguel Ferrari & Yutzil Martínez Sifontes |
| 9                                                                            | Tiefschlag           | Golpe bajo        | Carlos Villegas Rosales & Mauricio Corredor | José Vicente Spataro, Gennys Pérez, Miguel Ferrari & Yutzil Martínez Sifontes |
| 10                                                                           | Wahrheit             | Verdades          | Carlos Villegas Rosales & Mauricio Corredor | José Vicente Spataro, Gennys Pérez, Miguel Ferrari & Yutzil Martínez Sifontes |
| 11                                                                           | Der Drahtzieher      | La mente maestra  | Carlos Villegas Rosales & Mauricio Corredor | José Vicente Spataro, Gennys Pérez, Miguel Ferrari & Yutzil Martínez Sifontes |
| 12                                                                           | Stich                | Estocadas         | Carlos Villegas Rosales & Mauricio Corredor | José Vicente Spataro, Gennys Pérez, Miguel Ferrari & Yutzil Martínez Sifontes |
| 13                                                                           | Das Geständnis       | Confesión         | Carlos Villegas Rosales & Mauricio Corredor | José Vicente Spataro, Gennys Pérez, Miguel Ferrari & Yutzil Martínez Sifontes |
| 14                                                                           | Von Liebe zu Hass    | Del amor al odio  | Carlos Villegas Rosales & Mauricio Corredor | José Vicente Spataro, Gennys Pérez, Miguel Ferrari & Yutzil Martínez Sifontes |
| 15                                                                           | Lucía lebt           | Lucía vive        | Carlos Villegas Rosales & Mauricio Corredor | José Vicente Spataro, Gennys Pérez, Miguel Ferrari & Yutzil Martínez Sifontes |
| 16                                                                           | Eine neue Liebe      | Un nuevo amor     | Carlos Villegas Rosales & Mauricio Corredor | José Vicente Spataro, Gennys Pérez, Miguel Ferrari & Yutzil Martínez Sifontes |
| 17                                                                           | Bittersüßer Sieg     | Dolorosa victoria | Carlos Villegas Rosales & Mauricio Corredor | José Vicente Spataro, Gennys Pérez, Miguel Ferrari & Yutzil Martínez Sifontes |
| 18                                                                           | Ich bin deine Mutter | Yo soy tu madre   | Carlos Villegas Rosales & Mauricio Corredor | José Vicente Spataro, Gennys Pérez, Miguel Ferrari & Yutzil Martínez Sifontes |
| Am 11. Oktober 2023 wurden alle Folgen der Serie bei Netflix veröffentlicht. |                      |                   |                                             |                                                                               |